# The Dogma
The Dogma sind eine Power-Metal-Band aus dem italienischen Ancona.

## Geschichte
1999 trafen sich erstmals Cosimo Binetti (Gitarre), Daniele Santori (Gesang) und Stefano Smeriglio (Keyboard), die einige Jahre später The Dogma gründeten.
Auf einer Beerdigung eines Freundes lernte Cosimo Binetti zufällig den Sänger Daniele Santori kennen, der damals auf dem Friedhof arbeitete. Da sie bemerkten, dass sie beide Musiker waren, entschlossen sie sich, zusammen etwas zu unternehmen.
Auf der Polizeistation von Ancona traf Cosimo den Keyboarder Stefano Smeriglio. Mit dem Schlagzeuger Giuseppe Chirico und Bassist Steve Vawamas, einem alten Freund Binettis, wurde die Band komplett.
2001 gründeten die fünf Bandmitglieder The Dogma und spielten noch im selben Jahr ihre ersten Shows. Ein Jahr später erschien ihre erste Demo mit dem Titel Symphonies of Love and Hate, die sich per Mailorder besonders in Deutschland gut verkaufte.
Bei Drakkar Entertainment bekamen sie einen Plattenvertrag und gingen im Sommer 2005 ins Woodhouse Studio nach Hagen, um ihr erstes Album Black Roses aufzunehmen, welches von Siggi Bemm produziert wurde. Unmittelbar vor dem ersten Aufnahmetag hatte sich Schlagzeuger Marco Bianchella bei einem Autounfall das Knie schwer verletzt, woraufhin Mike Terrana als Ersatz dazugeholt wurde. Im März 2006 erschien das erste Album.
Steve Vawamas verließ kurz darauf die Band und The Dogma traten 2006 mit Masso als neuem Bassisten in Deutschland, Italien, Österreich und der Schweiz als Vorband von Lordi auf. Im Dezember begannen die Aufnahmen für das neue Album A Good Day to Die, welches am 27. April 2007 erschienen ist.
Nach der Veröffentlichung von A Good Day to Die tourte die Band intensiv durch Europa und spielte unter anderem auf Festivals wie dem Gods of Metal in Italien und dem Summer Breeze in Deutschland. Die Kritiken zum Album waren überwiegend positiv und lobten vor allem die Mischung aus melodischem Power Metal und progressiven Elementen.
In den späten 2010er-Jahren wurde die Bandbesetzung teilweise erneuert. Der italienische Musiker Giacomo Astorri trat als Bassist der Band bei. Zuvor war er bereits als Live- und Studio-Bassist sowie Gitarrist in mehreren Metal-Bands aktiv gewesen. Seit etwa 2018 ist er zudem Mitglied der deutschen Symphonic-Metal-Band Haggard, mit der er regelmäßig auf internationalen Festivals auftritt, sowie der Folk-Band Neun Welten. Seit ist er Bassist der italienischen Doom-Metal-Band Stryx, deren Debütalbum sich derzeit in Vorbereitung befindet.
Trotz positiver Resonanz kam es in den folgenden Jahren zu mehreren Besetzungswechseln und kreativen Pausen. Die Band trat weiterhin vereinzelt live auf, unter anderem erneut als Vorband von Lordi auf deren Europatournee.
Im Jahr 2022 gaben The Dogma ihr Comeback bekannt und kündigten Arbeiten an neuem Material an. Ein neues Album ist für 2025 geplant, begleitet von einer Europa-Tournee.

## Diskografie
- 2002: Symphonies of Love and Hate (Demo)
- 2006: Black Roses (Album)
- 2007: A Good Day to Die (Album)
- 2010: Black Widow (Album)